# Bellshill
Bellshill è un comune del Regno Unito, nella regione scozzese del Lanarkshire Settentrionale, situata a circa 3 km a nord di Motherwell. Fino al 1996 faceva parte dell'area metropolitana della Greater Glasgow. Secondo le stime del 2004, Bellshill contava circa 20.510 abitanti.

## Storia
Le più antiche notizie su Bellshill fanno data al 1654: una mappa risalente a quell'anno testimonia di un villaggio chiamato Belmill, abitato principalmente dai lavoratori di una cava di proprietà di un certo sig. Bell, il quale era anche proprietario delle abitazioni. Dopo la chiusura della cava, il villaggio si spopolò e sorse un insediamento poco distante, chiamato Crossgates. Intorno al 1810, infine, tale insediamento prese il nome di Bellshill e andò via via assorbendo i vicini villaggi, quali ad esempio Black Moss e Sykehead.
Nella seconda metà del XIX secolo, la scoperta di vasti giacimenti di ferro e carbone portarono a un rapido incremento demografico del villaggio e all'afflusso di lavoratori immigrati (in particolare dalla Lituania). Con l'industrializzazione arrivarono anche i treni, e furono aperte diverse stazioni ferroviarie nell'area.

## Toponimo
Non è chiara l'etimologia del nome della città. Alcuni esperti di toponimi ne suggeriscono un'origine celtica: la prima parte sarebbe baile (città), cui seguirebbe un elemento, tuttavia sconosciuto. Altri, invece, suggeriscono una anglosassone, dall'inglese antico hyll (oggi hill, collina), ma anche in questo caso vi sarebbe un elemento, quello iniziale, che rimane sconosciuto. Incerto pare anche il riferimento a una presunta Balenhulle, che mischia elementi anglosassoni e celtici, di cui si parlava in documenti datati 1278.

## La città oggi
La città di Bellshill vanta un primato nel suo genere: oltre a essere sede del primo ospedale costruito nella zona del Lanarkshire (1917), questo fu provvisto, primo al mondo, di un'unità elitrasportata ostetrico-ginecologica.
Secondo un rapporto immobiliare dell'aprile 2005, nel primo trimestre di quell'anno Bellshill fu il comune del Regno Unito con il più alto tasso d'incremento del costo delle abitazioni (+46% rispetto al dicembre 2004). Questo portò il prezzo medio delle stesse a circa 106.000 sterline (circa 150.000 euro).